# Industriële revolutie

Model van een Spinning Jenny, het eerste machinaal aangedreven spinnewiel, uitgevonden door James Hargreaves. (museum voor Vroege Industrialisatie, Wuppertal, Duitsland)

De industriële revolutie is de overgang van handmatig naar machinaal vervaardigde goederen die gepaard ging met grootschalige organisatorische en sociale veranderingen, gekenmerkt door een explosieve groei van het aantal fabrieken, de omvang van de steden en de vorming van een vierde stand, het proletariaat.
De industriële revolutie begon rond 1750 in Engeland en vervolgde begin negentiende eeuw in de rest van Europa. Ambachtelijke en kleinschalige werkplaatsen groeiden uit tot grote fabrieken en vormden samen een grootschalige industrie. Door die groei daalde de prijs van de producten enorm waardoor steeds meer mensen zich deze konden veroorloven. Deze ommekeer is onomkeerbaar gebleken, eerst in Europa en later in de rest van de wereld: het betekende een breuk met vroegere tijden en werd een gestage revolutie. Het betrof een relatief snelle uitvinding, ontwikkeling en toepassing van nieuwe technieken.
Organisatorisch betekende het fabriekssysteem een geheel andere manier van werken. Met de industrialisatie en de komst van kapitaalintensieve machines veranderde dit. Doordat de productiemiddelen buiten het bereik van de arbeiders lagen, veranderden ook de arbeidsverhoudingen. De arbeid werd uitgevoerd als loonarbeid en de arbeiders verloren hun zelfstandigheid. Waar zij eerst hun eigen werktempo konden bepalen, waren zij nu gebonden aan de werktijden van de fabriek, wat andere eisen stelde aan het arbeidsethos. Ook werden wonen en werken nu volledig gescheiden. De werkomgeving en het arbeidsritme veranderden dan ook drastisch met de introductie van het fabriekssysteem. Het systeem had ook grote invloed op administratieve taken doordat kantoorarbeid op een vergelijkbare wijze werd georganiseerd.
Het dagelijks leven veranderde ingrijpend waar de industriële revolutie kwam. Met de komst van fabrieken verdween de nijverheid uit de dorpen. Veel dorpelingen trokken achter de arbeid aan richting de fabrieken waardoor verstedelijking sterk toenam. Door het aanvankelijk hoge geboortecijfer bleef de bevolking daar op peil, maar zodra de demografische transitie ten einde kwam, nam de leegloop van het platteland een aanvang. Waar men eerder het ritme van de dagen en seizoenen volgde, was men nu gebonden aan de tijd om handelingen of diensten op elkaar af te stemmen. Het werk in fabrieken vereiste weinig kennis en vaardigheden, zodat arbeiders inwisselbaar werden. Naast mannen werden ook vrouwen en kinderen ingezet, niet gehinderd door regelgeving in een periode waarin een politiek van laisser faire domineerde. Het werk kon daarnaast vuil en ongezond zijn, terwijl de levensverwachting daalde. Opstanden werden hard neergeslagen, waarop men regelmatig vluchtte in drank of geloof. Sociale veranderingen waren dan ook terug te zien in religieuze aanpassingen en vernieuwingen. De problematiek van de sociale veranderingen werd uitgewerkt door Marx in Das Kapital, waarin hij het einde van het kapitalisme voorzag waarna er een maatschappij van gelijkheid zou zijn, het communisme. Na enige generaties kwam er verbetering in de sociale kwestie, enerzijds door de vorming van vakbonden die kortere werktijden, hogere salarissen en betere werkomstandigheden afdwongen, anderzijds door de overheid die onder meer een einde maakte aan kinderarbeid. Kinderen waren daarmee geen inkomstenbron meer, waarmee de behoefte aan nageslacht afnam. Met de invoering van de leerplicht betekende dit ook een grote verandering voor vrouwen die meer mogelijkheden kregen. De omstandigheden zouden dusdanig verbeteren dat men uiteindelijk gezonder leefde dan voor de industrialisatie.

## Proto-industrieën - Nijverheidsrevolutie
De periode vanaf ongeveer 1600 wordt aangeduid met de term nijverheidsrevolutie. In deze tijd is een aantal omstandigheden en situaties aan te wijzen die de industrialisering mogelijk hebben gemaakt:
- 'Wetenschappelijk' uitgebate boerderijen vonden reeds tijdens de verlichting ingang. Middels rationalisatie en door paarden aangedreven werktuigen wist men de productie drastisch op te voeren. De Engelse Rotherham ploegschaar uit 1730 had reeds een met metaal bekleed strijkbord. Doordat de productie werd opgevoerd waren minder landarbeiders nodig, die nu vrijkwamen voor ander werk. Dit schiep, samen met de bevolkingstoename in Engeland, een gunstige conditie voor de fabrieken die massa's arbeiders nodig hadden.
- De toepassing van stoomkracht was reeds in de oudheid bekend. De Griekse 'ingenieur' Heron van Alexandrië bouwde in de eerste eeuw een vroeg model stoomturbine maar die werd meer als speelgoed beschouwd en, zover we weten, bleven praktische toepassingen indertijd achterwege.
- In 1698 ontwikkelde Thomas Savery een stoompomp, maar die bleek nog niet geschikt om water uit de mijnen te pompen. In 1712 slaagde Thomas Newcomen (1664-1729) er wel in om met stoomkracht en een zuiger zoals ontwikkeld door Papin, een primitieve pomp aan te drijven die water uit een mijn in Devon kon pompen. In de mijnbouw waren goedwerkende pompen van levensbelang en hun introductie veroorzaakte een schaalvergroting die voordien niet mogelijk was geweest.
- Machines zoals watermolens en drukpersen hadden eind achttiende eeuw reeds een hoge graad van technische perfectie bereikt, bijvoorbeeld in het vroeg-geïndustrialiseerde gebied 'Wuppertal' in Duitsland. Het wachten was op de ontwikkeling van een krachtigere aandrijving dan de menselijke hand, wind of water. Het was de textielindustrie die daarbij het voortouw zou nemen. In Frankrijk ontwikkelde Joseph-Marie Jacquard al in 1790 een volautomatisch en programmeerbaar zijde-weefgetouw.

De concentratie van arbeiders onder één dak, in een 'fabriek' ging lang vooraf aan het verschijnen van motoraangedreven machines. Zijdefabrieken, tapijt- en porseleinfabrieken waren al doorheen de achttiende eeuw een gewoon verschijnsel. Maar de werkelijke industrialisering, met vervuilende fabrieken die een constante aanvoer van brandstof en ruwe materialen vereisten, moest toen nog komen.

## Groot-Brittannië
Groot-Brittannië was het eerste land dat met de industriële revolutie te maken kreeg. De stoommachine stond aan het begin van deze ontwikkeling. Men was nu niet langer alleen afhankelijk van menskracht, paardenkracht, watermolens en windmolens. De stoommachine werd in het begin vooral gebruikt om de waterpompen van mijnen aan te drijven. Daardoor was het mogelijk deze mijnen een stuk verder onder het grondwaterpeil te exploiteren. Vanaf 1765 werd de stoommachine flink verbeterd door onder meer James Watt. Een grote verandering voltrok zich hierdoor in de textielnijverheid. Door de bevolkingstoename en de koloniale expansie begon de vraag naar katoenen producten snel te stijgen. Omdat de spinners en de wevers de grote vraag niet konden bijhouden, was dringend behoefte aan een door een krachtbron aangedreven weefgetouw, in het Engels power loom genaamd.
Er werd een weefgetouw met halfautomatisch schietspoel uitgevonden, en er kwam een machine waarmee je meerdere draden tegelijk kon spinnen. Deze 'Spinning Jenny,' in 1764 bedacht door James Hargreaves, werd in 1779 gevolgd door een sterk verbeterd weefgetouw; 'Mule Jenny'. In het begin werden ze nog met waterkracht aangedreven, maar na 1780 was de stoommachine zover verbeterd dat deze ook in de fabrieken als aandrijving gebruikt kon worden. Er kon nu veel meer textiel worden geproduceerd. Dat was ook nodig, want in 1750 had Europa 163 miljoen inwoners en een eeuw later, in 1850, waren dit er 276 miljoen. Al die mensen moesten kleding hebben. Dankzij de machines werd er sneller en goedkoper geproduceerd en bleven de loonkosten laag. De textielindustrie is een van de aanjagers van de industriële revolutie geweest.
Veel ambachtelijke bedrijven verhuisden naar het noorden als ze wilden mechaniseren omdat daar de kolenmijnen waren. De industrialisatie van het noorden veroorzaakte zo een "de-industrialisatie" en terugkeer naar de landbouw in andere delen van het land. In de achttiende eeuw werden de, soms al vanaf de Romeinse tijd, bestaande wegen verbreed en soms verhard en talloze nieuwe wegen aangelegd tussen de grote steden. Ook werden er waar dat mogelijk was kanalen gegraven tussen bevolkingscentra. Hierdoor werd het transport een stuk gemakkelijker en goedkoper.
De uitvinding van de stoomtrein in 1824 maakte de aanvoer van grondstoffen voor de industrie en de afvoer van de geproduceerde waren nog gemakkelijker, en hierdoor versnelde de industrialisatie nog. In de negentiende eeuw was in Groot-Brittannië en de rest van Europa veel armoede en werkloosheid. Doordat er steeds meer fabrieken kwamen veranderde dat langzaam. In de industrie kwamen meer banen, en ook de dienstverlening groeide. De welvaart steeg, maar kwam lange tijd nauwelijks ten goede aan de "gewone mensen". Uitbuiting en kinderarbeid waren ook tijdens de industriële revolutie nog heel gewoon. Pas rond 1900 veranderde dat; kinderarbeid werd verboden, en men verdiende een wat hoger loon zodat men dingen kon kopen die voorheen te duur waren. Thee bijvoorbeeld, en serviesgoed of een ijzeren bed. Het zou echter nog tot na de Tweede Wereldoorlog duren voordat de gemiddelde arbeider tot een zekere welvaart geraakte. Midden-Engeland, waar de industriële revolutie begon noemde men nog tot ver in de twintigste eeuw Black Country. Er werd daar erg veel smerige rook uitgestoten door de talrijke steenkool verbruikende stoommachines. Dit was het geval in Liverpool, Leeds, Blackburn, Manchester en andere industriesteden.

### Weerstand tegen de vroege industrialisatie
Niet iedereen was het eens met de invoering van machines die het werk sneller deden dan de mens. Er waren verscheidene boycotacties tegen fabrikanten en zelfs regelrechte opstanden van werkloos geworden thuiswerkers zoals wevers. Deze werden veelal uit de markt gedrongen door de goedkoper werkende nieuwe fabrieken. Berucht waren de luddieten, die zich noemden naar de legendarische Ned Ludd. Zij bezochten fabrieken waar spinning Jenny's opgesteld stonden en sloegen deze kapot. Deze arbeidsonrust werd hardhandig de kop ingedrukt waarbij zelfs actievoerders werden veroordeeld tot de galg.

### De nieuwe arbeidersklasse

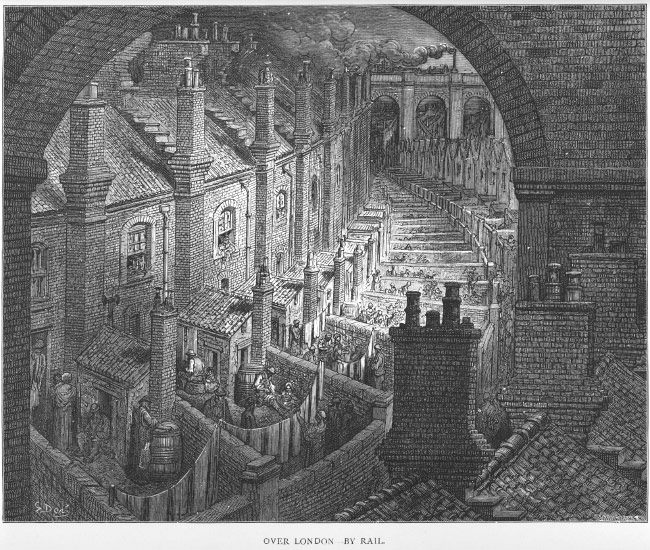
Woonomstandigheden in Londen ca 1870 Gravure van Gustave Doré

De gevolgen van de industrialisatie waren te zien in het proces van de snelle urbanisatie van voorheen relatief kleine dorpen en stadjes waar de nieuwe fabrieken kwamen. Een stad als Manchester veranderde tussen 1800 en 1850 in een vuile en ongezonde industriestad. De stoommachines bliezen dikke rookwolken door de hele stad en de ververijen loosden hun afval direct op de rivier. Toch stroomden de mensen van het platteland er noodgedwongen massaal heen voor werk. Er ontstond daardoor een nieuwe sociale klasse: de arbeiders, oftewel het industriële proletariaat. Ze woonden in overbevolkte krottenwijken in slechte behuizing met nauwelijks sanitair. De gemiddelde levensverwachting was er laag, en de kindersterfte hoog. De elite accepteerde het vuil van de fabrieken als de onontkoombare prijs voor hun succes. De schoorstenen waren symbolen van economische macht en van maatschappelijke ongelijkheid. De slechte omstandigheden van de arbeidersklasse gedurende de industrialisatie wordt ook wel de sociale kwestie genoemd. De arbeiders zouden om hun omstandigheden te verbeteren in de loop van de eeuw een politieke beweging vormen op socialistische, anarchistische en later ook confessionele grondslag.
In 1845 beschreef de in industriestad Barmen (nu Wuppertal) geboren Friedrich Engels in zijn boek Die Lage der arbeitenden Klasse in England (1845) de abominabele omstandigheden in de textielindustrie in Manchester, waar hij een fabriek van zijn vader bestuurde. Gids en 'eyeopener' was de arbeidersvrouw Mary Burns, die met Engels haar leven lang een relatie had. Karl Marx schreef in navolging van Engels Das Kapital. Hij zag dat de industriële macht, die steeds meer gecentreerd werd rond machtige ondernemers, leidde tot uitbuiting van de arbeidende massa en vervreemding. De arbeiders waren tegelijk verstoken van politieke macht, omdat die zelfs in de meest democratische staten was voorbehouden aan de kapitaal- en grondbezitters (door middel van censuskiesrecht).
De rol die de industrialisatie bij Marx speelt is ambigu: enerzijds leidt ze tot de grootschalige uitbuiting van de arbeiders, anderzijds maakte de technologie een ontwikkeling mogelijk die gebruikt kon (en moest) worden voor de vestiging van een socialistische, c.q. communistische, maatschappij.

### Mannen, vrouwen, kinderen

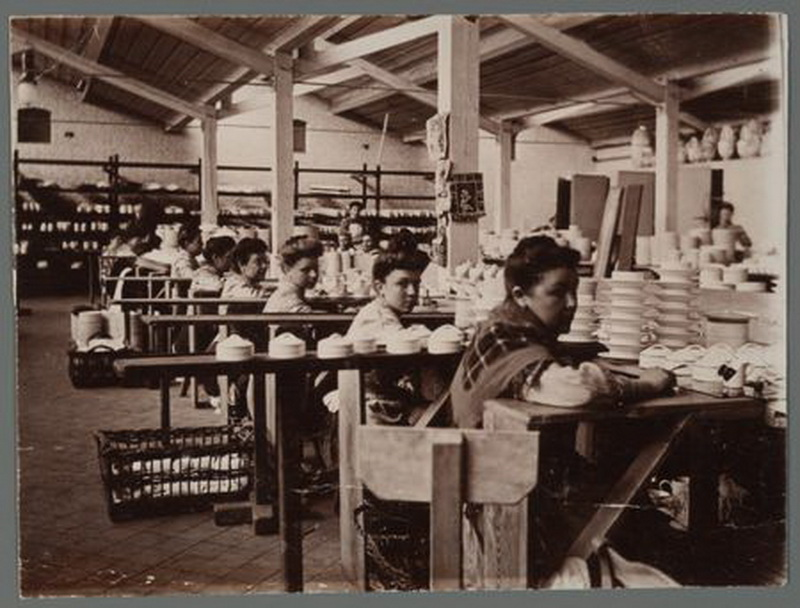
Vrouwen aan het werk bij de Société Céramique in Maastricht, ca. 1900?

Door het wegvallen van de mogelijkheid om met huisnijverheid tegen de massafabricage te concurreren moesten mannen, vrouwen en kinderen in de fabrieken gaan werken om in hun levensonderhoud te voorzien. Het levensdoel van de bezitloze en diens gezin bestond, vanaf de kindertijd tot het lichaam het opgaf, louter uit werken om in leven te blijven. Pas veel later werden kinderen en vrouwen vrijgesteld van die arbeid. Mannen moesten vanaf eind van de negentiende eeuw, vaak ver van huis en haard en door middel van het maken van extreem lange werkdagen, de kost verdienen voor vrouw en kinderen. Hoe meer ze om hun gezin gaven hoe minder ze aanwezig waren. Deze ingewikkelde positie leidde tot veel ongenoegen, ook bij de vrouwenbeweging die in eerste instantie de vrijstelling van vrouwen en kinderen had verdedigd. De industriële revolutie leidde (door de afwezigheid van vaders) tot een grote verandering in de positie van het vaderschap. Niet alleen konden ze door hun fysieke afwezigheid niet deelnemen aan de dagelijkse opvoeding, maar ook hun eigen gevoelsleven veranderde daardoor. Dit kan, naast de zware arbeidsomstandigheden, een oorzaak zijn geweest voor het toenemend alcoholmisbruik.
De vrijstelling van vrouwen van de loonarbeid werd in sommige landen vrij algemeen, maar wel in verschillende mate. Onder andere door oorlogen waar mannen massaal naar het slagveld gingen en daar vaak niet meer vandaan kwamen, moesten vrouwen weer in grotere mate deel gaan nemen aan het arbeidsproces. Dit gebeurde in het ene land meer dan het andere. Nederland had een relatieve uitzonderingspositie doordat het niet deelnam aan de Eerste Wereldoorlog.

## België
Op het vasteland van Europa volgde na 1798 het huidige België. Het werd het eerste geïndustrialiseerde land na Engeland. België bevond zich onder het bewind van Napoleon Bonaparte "in staat van industriële revolutie". James de Rothschild schreef op 22 november 1836: Het is enigszins angstwekkend hoe België verandert in een grote aandelenfabriek.
De industriële centra waren Gent, Verviers, Luik, Bergen en Charleroi.
- 1799 Verviers : wol. De wolindustrie bestond reeds lang. Verviers was beroemd om zijn uitmuntend schapenwollaken. De textielondernemer Iwan Simonis haalde in 1799 William Cockerill naar de stad. Deze gebruikte een aantal Britse industriële uitvindingen die in Frankrijk niet beschermd werden door patenten om de lakenproductie te mechaniseren. Verviers werd door zijn inspanningen leidinggevend op het vlak van gemechaniseerde wolverwerking. De stad is daarmee de bakermat van de industriële revolutie op het Europese continent.

- 1800 Gent : katoen en vlas. Reeds in de middeleeuwen was Gent een vooraanstaand centrum voor wolproductie. Lieven Bauwens maakte als industrieel spion een aantal reizen naar Groot-Brittannië en wist Mule Jenny weefgetouwen en geschoold personeel naar het Gentse te smokkelen. Met de gesmokkelde machines richtte Bauwens in 1800 een katoenspinnerij op in Gent, in de Oude Abdij van Drongen. Gedurende de negentiende eeuw groeide Gent uit tot ‘het Manchester van het continent’. De reusachtige fabrieken van de katoen- en vlasindustrie zorgden ervoor dat Gent in die periode de belangrijkste industriestad van Vlaanderen was.

- 1817 Luik : ijzer, steenkool, zink, machinebouw en glas. John Cockerill was de zoon van William Cockerill. Hij was een rasechte ondernemer en bouwde in het huidige België een industrieel imperium, een van Europa's grootste firma's (Cockerill) op met de productie van (textiel-)machines en staal. In 1817 kregen ze van koning Willem I de gelegenheid de Luikse staalindustrie te moderniseren. Ze kochten het voormalige kasteel van de prins-bisschop van Luik in Seraing en bouwden er de eerste hoogovens op cokes - in plaats van houtskool -, gebruikmakend van de steenkool die in de regio werd gewonnen. Ze introduceerden daarmee de massaproductie van ijzer en staal, niet alleen de ruwe producten maar ook machines, schepen, locomotieven en spoorwegmaterieel. Na 1830 leverde Cockerill de rails en locomotieven voor de eerste spoorwegen van het onafhankelijke België en van de rest van het Europese vasteland. In 1838 vormde hij het eerste grote geïntegreerde industriële complex met hoogovens, staalgieterij, walserijen, smederijen en constructiewerkplaatsen, aan de oevers van de Maas, ontsloten door een eigen haven en via spoorwegen verbonden met nabijgelegen erts- en kolenmijnen.
- Bergen : steenkool
- Charleroi : ijzer, steenkool, glas

## Overig Europa, Amerika en Japan
Op het vasteland van Europa volgden na België wat later Frankrijk en Pruisen. In Amerika kwamen grootschalige industriële ontwikkelingen al snel op gang in de noordoostelijke staten van de Verenigde Staten. Na 1870 industrialiseerde Japan als eerste niet-westers land. Pas omstreeks 1880 volgde de rest van Europa.

## Nederland
Nederland (en dan vooral de gebieden rond de Zaan en Schie) golden in de 17e en 18e eeuw als eerste "industriegebieden" van de wereld, waarbij met de vele windmolens eerst hout werd gezaagd voor de scheepswerven om er later ook cacao, verf, mosterd en vele andere producten mee te maken. Omdat men afhankelijk was van de wind wordt deze periode meestal niet tot de industriële revolutie gerekend.
In Nederland kwam de verdere industrialisatie pas laat op gang. Een uitzondering was Maastricht, waar de ondernemer Petrus Laurentius Regout rond 1835 begon met glas-, kristal- en aardewerkfabricage op grote schaal (de latere Sphinxfabrieken). Later volgden spijker-, wapen- en papierfabrieken. In 1860 was ruim 35% van de Maastrichtse bevolking werkzaam in de industrie. De stad was daarmee de eerste echte industriestad van Nederland. Enkele andere steden volgden tussen 1850 en 1890. In Nijverdal werd in 1853 de stoomweverij van de gebroeders Salomonson in gebruik genomen. Het was toen de enige draaiende stoomweverij in Nederland. Daarnaast bleef ook de landbouw en vooral de handel een belangrijke plaats innemen in de Nederlandse economie. Na de Eerste Wereldoorlog ontstond, mede door de ondervonden grondstoffenschaarste, een nieuwe golf van industrialisatie. Voorbeelden hiervan zijn de groei van Philips en de oprichting van Hoogovens.
In 1874 werd het Kinderwetje van Van Houten ingevoerd om fabrieksarbeid voor kinderen onder de twaalf jaar te verbieden, landarbeid bleef echter toegestaan. De opheffing van de kinderarbeid gold voor alle westerse landen waar de industriële revolutie plaatsvond. Er kwam pas echt een einde aan excessieve kinderarbeid na de invoering van de Leerplichtwet in 1900, maar toen kwam het al veel minder voor. Arbeiders die door een ongeluk in de fabriek arbeidsongeschikt waren geraakt hadden vanaf 1901 recht op een uitkering door de ongevallenwet. Daarvoor was de arbeider afhankelijk van de bekommernis van de fabrieksdirectie, en dat ging dikwijls niet goed. Er kan worden gesteld dat de industriële revolutie de voorwaarden heeft geschapen voor een maatschappij met weinig armoede.

## Verdere industrialisatie

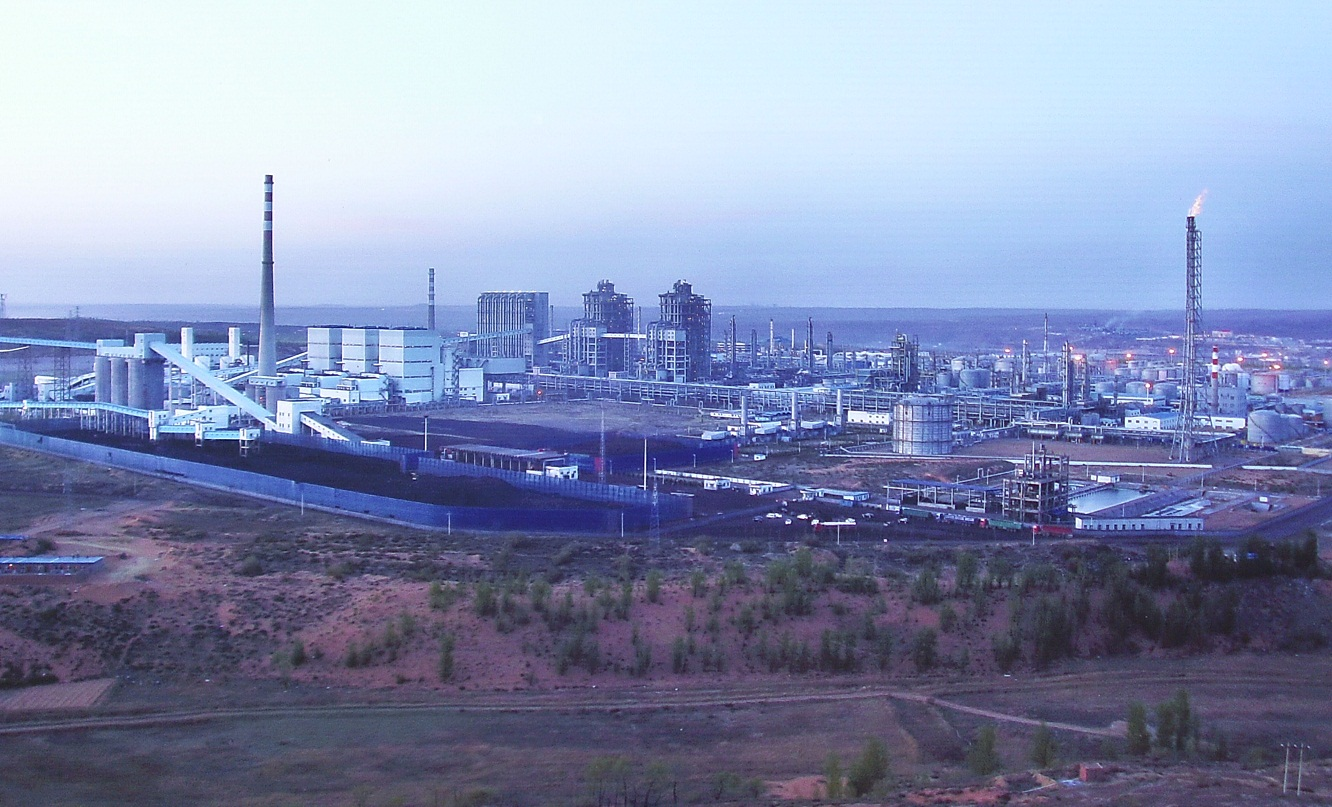
Industrieel landschap in Binnen-Mongolië, China

Sinds het eind van de twintigste eeuw is een snelle industrialisering van Azië en Zuid-Amerika gaande. In Azië hebben met name de 'Aziatische Tijgers', zoals Singapore, Zuid-Korea, Taiwan en Hongkong grote vooruitgang geboekt. Ook bijvoorbeeld Thailand, Maleisië, India en met name China industrialiseerden hun economie in sterke mate.
In Latijns-Amerika gaat het vooral om Mexico, Brazilië, Argentinië, Chili, Uruguay en Venezuela. Het is echter nog maar de vraag of al deze landen ook in staat zullen zijn om de industriële revolutie door te zetten: (staats)schulden en externe factoren zoals de invloed van onder andere multinationals en internationale vrijhandelsverdragen kunnen dit proces sterk beïnvloeden.
In Afrika en het Midden-Oosten laat een industriële revolutie op enkele uitzonderingen na (bijvoorbeeld Koeweit en Zuid-Afrika) grotendeels nog op zich wachten.

## De industriële revolutie in fasen
De industriële revolutie bestaat uit een aantal fasen. Het tijdstip voor een bepaalde fase is niet voor ieder land hetzelfde. In sommige werelddelen waar de industrialisatie pas later begon, werden de eerste fasen overgeslagen. De stoommachine heeft bijvoorbeeld in de meeste Aziatische landen nooit een grote rol gespeeld.

### Eerste industriële revolutie
Gietijzer en stoommachines
- Gietijzer: in Europa werd in de negentiende eeuw de hoogoven op cokes uitgevonden. Men ging cokes gebruiken in plaats van houtskool, zodat grootschalige ijzerproductie geen aanslag meer deed op de bossen, maar wel het begin vormde voor de nog steeds groeiende hoeveelheid van het broeikasgas CO2. De hoogoven, in tegenstelling tot de vroegere laagoven, was een oven waarin een zeer hoge temperatuur kon worden bereikt. Het ijzer kwam hierin tot smelten, waarna het vloeibare ijzer aan de voet van de oven kon worden afgetapt. Het ijzer was nu vrij van resten erts en slak, maar er was wel veel koolstof in opgelost, ongeveer 4%. Het aldus verkregen gietijzer was niet alleen zeer hard, maar ook bros. Het was voor sommige toepassingen een geschikt materiaal, maar onbruikbaar voor bijvoorbeeld stoomketels op hoge druk en snel bewegende machineonderdelen.
- Stoommachines: door de uitvinding van de stoommachine, en voornamelijk door de verbeteringen daaraan door James Watt, was het vanaf 1777 mogelijk om continu mechanische energie ter beschikking te hebben, zonder dat daar paarden of ossen voor nodig waren. En op veel grotere schaal dan deze dieren konden leveren. De eerste fabrieken ontstonden, de mijnen en de textielindustrie breidden zich enorm uit. De productiekosten daalden, mede door deze schaalvergroting, enorm. Doordat de stoommachine een groot en duur apparaat was, was het alleen voor grote bedrijven mogelijk om er een aan te schaffen. De fase van de stoommachine is heden ten dage bijna geheel afgelopen, haar rol is overgenomen door de turbine en verbrandingsmotor.

### Tweede industriële revolutie
Staal, elektriciteit, turbines en verbrandingsmotor
- Staal: pas sinds 1879 is men er door verbetering van het productieproces door middel van het procedé van Thomas-Gilchrist in geslaagd ijzer betrekkelijk eenvoudig te zuiveren. Met een koolstofgehalte van minder dan 2% werd het ductiel genoeg om te kunnen bewerken (bijvoorbeeld: walsen). Staal is veel sterker dan gietijzer, waardoor alles lichter en toch sterker uitgevoerd kon worden. Door een toegenomen kennis van de chemie wist men welke stoffen men aan het erts moest toevoegen om ongewenste bestanddelen zoals zwavel of fosfor te verwijderen. Daardoor werd het veel gemakkelijker om kwalitatief hoogwaardig staal te vervaardigen.
- Elektriciteit: aan het einde van de negentiende eeuw werden diverse uitvindingen betreffende het gebruik van elektriciteit gedaan. De bekendste daarvan is de verbeterde gloeilamp door Thomas Edison. Vooral na de uitvinding van de wisselstroommotor door Nikola Tesla werd deze nieuwe vorm van energie als krachtbron algemeen toegankelijk. Het grote voordeel van elektriciteit boven stoom is dat het makkelijk te transporteren is. Hierdoor kwam het ook voor kleine bedrijven en wat later zelfs voor particulieren beschikbaar. Door de gloeilamp werd het mogelijk om langer door te werken in de fabrieken. Het was met elektriciteit mogelijk om alles te doen wat met stoom kon, vaak voor een lagere prijs, op kleinere schaal, veilig, en bijna overal. De elektrische fase van de industriële revolutie is nu vrijwel volgegroeid qua ontwikkeling, en een groot deel van de wereld is voorzien van een aansluiting op een elektriciteitsnetwerk.
- Turbines : de stoomturbine werd in zijn allersimpelste vorm rond 1883 uitgevonden door de Zweedse ingenieur Gustav de Laval; de lavalturbine. Deze turbine bestond uit een groot aantal emmervormige schoepen die stoom opvangen en omzetten in een rondgaande beweging. Dit type turbine was niet erg efficiënt en draaide veel te snel: een toerental van 20.000 tot 25.000 tpm was niet ongewoon. In 1884 ontwierp de Britse ingenieur Charles Algernon Parsons de reactieturbine, die veel langzamer draaide. Ze had het juiste toerental om een elektriciteitsgenerator aan te drijven. Deze turbine laat de stoom in de lengterichting van de as stromen en verlaagt de druk trapsgewijs, verspreid over een aantal schoepenwielen.

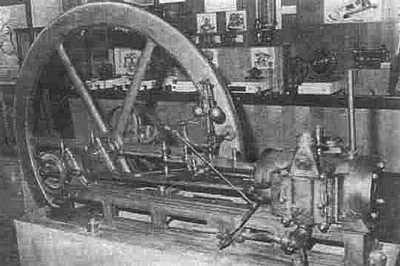
Lenoirs Motor

- Verbrandingsmotor : de uitvinding van de tweetaktgasmotor was een volgende ontwikkeling. Tot dan werden voornamelijk stoommachines gebruikt. Deze waren groot en duur en alleen geschikt voor grote fabrieken. Etienne Lenoir construeerde in 1859 een kleine motor die werkte op het stads- of lichtgas (steenkoolgas) dat in Parijs overal beschikbaar was. Het principe was een machine waarbij in de eerste helft van de eerste slag een mengsel van 6% stadsgas en 94% lucht werd aangezogen. Halfweg de eerste slag werd het niet gecomprimeerde mengsel met een bougie in brand gestoken. Het verbrande gasmengsel zette uit en duwde de zuiger onder hoge druk verder. Tijdens de ingaande tweede slag werd het verbrande gasmengsel uitgedreven. De machine verenigde al de kennis van zijn tijd; De stoommachine, de recent uitgevonden bobine van Ruhmkorff voor de ontsteking en de bougie; een eigen uitvinding van Lenoir. Deze gebruikte de gepatenteerde zuiger van Street, de inwendige verbranding en dubbelzijdige actie zoals bij de machine van Le Bon en is vonkontstoken zoals de machine van de Zwitser Isaac de Rivaz. Het was de eerste motor met inwendige verbranding, dubbelzijdige werking, tweetakt en zonder voorafgaande compressie.

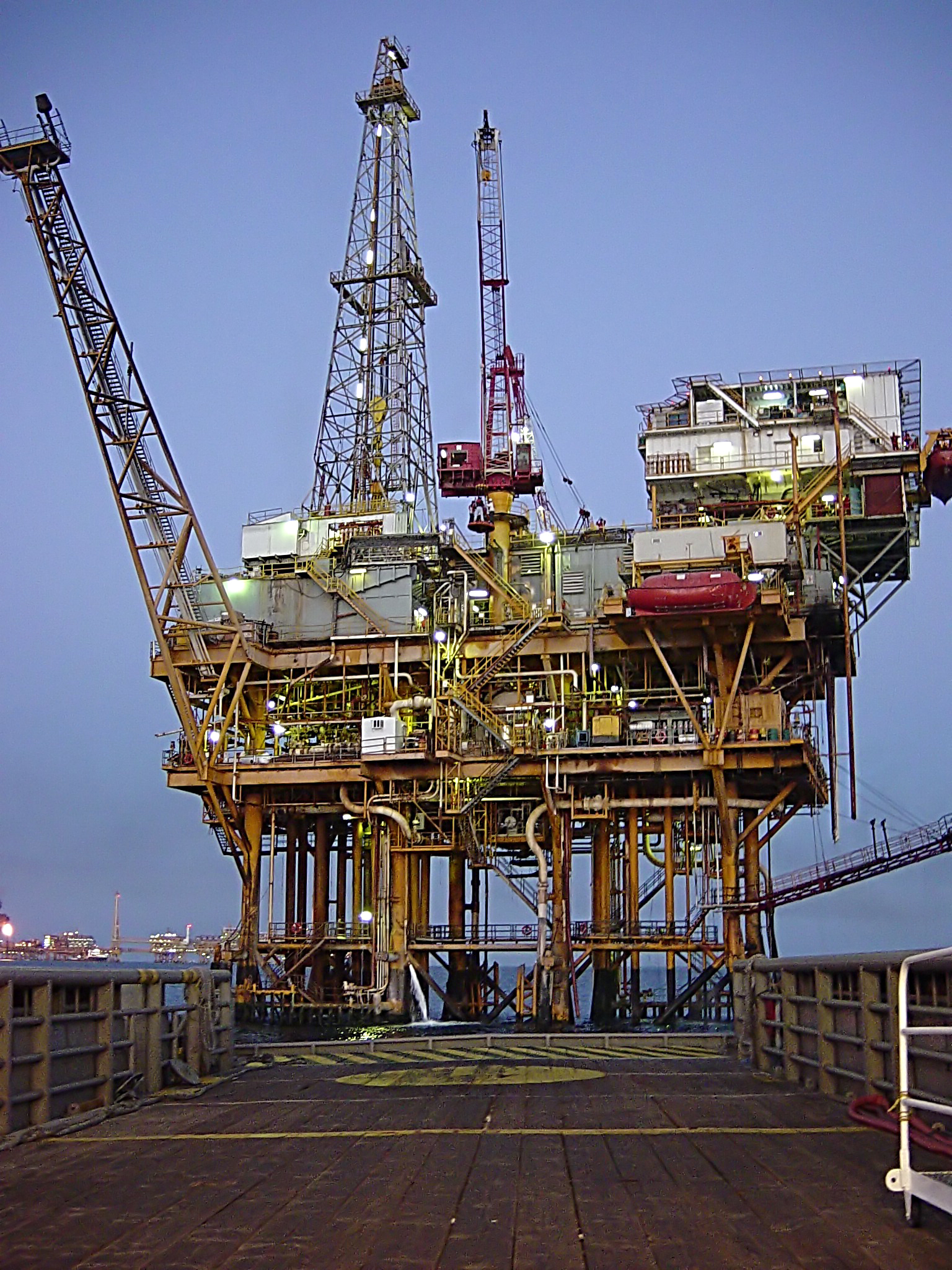
Offshoreproductieplatform

- Aardolie: in de Verenigde Staten werd aan het eind van de negentiende eeuw de eerste aardolie opgepompt. Was dit in het begin alleen van belang voor de ontwikkeling van de automotor, met de uitvinding van bakeliet en andere kunststoffen ontstond de petrochemische industrie. In bijna alle industriële producten zijn tegenwoordig aardoliederivaten verwerkt, of anders is het transport ervan wel afhankelijk van aardolie. De westerse economieën kregen een stevige klap door de oliecrisis in de jaren 1970. Later groeiden ze weer enorm, maar in het begin van de eenentwintigste eeuw stegen ook de olieprijzen weer explosief. De wereldwijde reserve werd in 2006 bij het toenmalige gebruik, geschat op zo'n 70 tot 120 jaar. Hiervan was 40 jaar bewezen.[7] Er wordt daarnaast gewerkt aan het ontwikkelen van alternatieve bronnen van energie en aan manieren om bijvoorbeeld kunststoffen en transportbrandstoffen te fabriceren uit plantaardige bestanddelen.

### Derde industriële revolutie
Computer, communicatie en globalisatie.
- Communicatie en digitalisering

Door de uitvinding van een aantal nieuwe communicatievormen vanaf het eind van de negentiende eeuw, en vanaf de jaren 1950, de computer, werd het mogelijk om informatie bijna overal ter wereld te raadplegen. Mede hierdoor werd het voor bedrijven mogelijk te globaliseren: coördinatie van productie en levering kon vanaf dan zeer efficiënt en wereldwijd plaatsvinden waardoor grote schaalvoordelen mogelijk werden.

#### Digitale revolutie
Elektronische communicatiesystemen verbeterden sinds eind twintigste eeuw sterk door de overschakeling van analoge naar digitale vormen. De opkomst van het internet wordt wel de digitale revolutie genoemd. Volgens veel analisten is een nieuw tijdperk aangebroken: dat van de informatiemaatschappij of diensteneconomie. Hierbij is de verwerving en kanalisering van informatie belangrijker dan de pure productie. Kanalisatie en be- en verwerking van informatie genereert wereldwijd steeds grotere kapitaalstromen. Ook de traditionele industriële activiteiten doen met digitalisering hun voordeel, ze zijn echter een krimpend segment in veel economieën.